# Байсян
Байся́н (кит. упр. 柏乡, пиньинь Bǎixiāng) — уезд городского округа Синтай провинции Хэбэй (КНР). Название уезда происходит от существовавшего здесь в древние времена удела.

## История
При империи Западная Хань здесь был создан уезд Хаосянь (鄗县). В 126 году до н.э. появилось удельное владение И (易侯国), которое просуществовало до 86 года до н.э. В 33 году до н.э. было создано удельное владение Байсян (柏乡侯国). При империи Восточная Хань уезд Хаосянь был переименован в Гаои (高邑县), к которому было впоследствии присоединено ликвидированное удельное владение Байсян.
При империи Суй в 596 году из уездов Гаои и Байжэнь (柏人县) был выделен уезд Байсян. При империи Сун в 1072 году уезд Байсян был присоединён к уезду Гаои, но в 1086 году был выделен вновь.
В августе 1949 года был создан Специальный район Синтай (邢台专区), и уезд вошёл в его состав. В мае 1958 года Специальный район Синтай был расформирован, и уезд Байсян вошёл в состав Специального района Ханьдань (邯郸专区), а в декабре был присоединён к уезду Нэйцю. В мае 1961 года Специальный район Синтай был создан вновь, и уезд Нэйцю опять вошёл в его состав. В 1962 году из него был выделен уезд Байсян. В 1969 году Специальный район Синтай был переименован в Округ Синтай (邢台地区).
В 1993 году решением Госсовета КНР были расформированы округ Синтай и город Синтай, и образован Городской округ Синтай.

## Административное деление
Уезд Байсян делится на 3 посёлка и 3 волости.